# Dawsonville (Georgia)
Dawsonville ist eine Stadt und zudem der County Seat des Dawson County im US-Bundesstaat Georgia mit 2536 Einwohnern (Stand: 2010).

## Geographie
Dawsonville liegt etwa 80 km nördlich von Atlanta. Rund 20 km nordwestlich von Dawsonville liegt der Amicalola Falls State Park mit den höchsten Wasserfällen in den östlichen USA.

## Geschichte
Dawsonville, das 1857 gegründet wurde, ist Sitz der County-Verwaltung (County Seat). Der Name des Ortes geht auf William C. Dawson zurück, der 1836 eine Kompanie im Krieg gegen die Muskogee-Indianer anführte und Mitglied des US-Senates von 1849 bis 1855 war.
Prominentester Bürger der Stadt ist der NASCAR-Rennfahrer Bill Elliott, dem die Stadt auch ein Museum widmete. Er trägt unter anderem den Spitznamen „Awesome Bill from Dawsonville“ als Hommage an seine Heimatstadt. Auch sein Sohn Chase Elliott, der bisher zehn Cup-Rennen und einen Meisterschaftstitel gewinnen konnte, wurde in Dawsonville geboren.

## Demographische Daten
Laut der Volkszählung von 2010 verteilten sich die damaligen 2536 Einwohner auf 889 bewohnte Haushalte, was einen Schnitt von 2,52 Personen pro Haushalt ergibt. Insgesamt bestehen 971 Haushalte.
70,2 % der Haushalte waren Familienhaushalte (bestehend aus verheirateten Paaren mit oder ohne Nachkommen bzw. einem Elternteil mit Nachkomme) mit einer durchschnittlichen Größe von 2,98 Personen. In 34,8 % aller Haushalte lebten Kinder unter 18 Jahren sowie in 21,1 % aller Haushalte Personen mit mindestens 65 Jahren.
26,2 % der Bevölkerung waren jünger als 20 Jahre, 36,3 % waren 20 bis 39 Jahre alt, 21,3 % waren 40 bis 59 Jahre alt und 16,4 % waren mindestens 60 Jahre alt. Das mittlere Alter betrug 31 Jahre. 50,9 % der Bevölkerung waren männlich und 49,1 % weiblich.
94,6 % der Bevölkerung bezeichneten sich als Weiße, 1,7 % als Afroamerikaner, 0,1 % als Indianer und 0,6 % als Asian Americans. 1,5 % gaben die Angehörigkeit zu einer anderen Ethnie und 1,5 % zu mehreren Ethnien an. 4,7 % der Bevölkerung bestand aus Hispanics oder Latinos.
Das durchschnittliche Jahreseinkommen pro Haushalt lag bei 51.576 USD, dabei lebten 10,6 % der Bevölkerung unter der Armutsgrenze.

## Sehenswürdigkeiten
Das Dawson County Courthouse, das Dawson Couty Jail, das Boyd and Sallie Gilleland House sowie die Steele’s Covered Bridge sind im National Register of Historic Places gelistet.

## Verkehr
Dawsonville wird von den Georgia State Routes 9, 53 und 136 durchquert. Der nächste Flughafen ist der Flughafen Atlanta (rund 100 km südlich).